# Jorge Nocedal
Jorge Nocedal (né en 1952) est un mathématicien appliqué et informaticien mexicain. Il est également professeur Walter P. Murphy dans le département de génie industriel et des sciences de gestion de l'école McCormick de génie (en) de l'Université Northwestern à Evanston, dans l'Illinois.

## Formation et carrière
Nocedal est né et a grandi au Mexique. Il a obtenu un B.Sc. en physique de l'Université nationale autonome du Mexique en 1974. De 1974 à 1978, Nocedal a étudié à l'Université Rice où il a obtenu un doctorat en sciences mathématiques sous la direction de Richard Tapia, avec une thèse intitulée « On the Method of Conjugate Gradients for Function Minimization ». Avant de rejoindre l'Université Northwestern en 1983, Nocedal a passé trois ans (1978-1981) en tant que professeur assistant à l'Université nationale du Mexique et deux ans (1981-1983) en tant qu'assistant de recherche au Courant Institute of Mathematical Sciences à l'Université de New York. Nocedal a rejoint le département de génie électrique et informatique de l'Université Northwestern en 1983. Il a occupé cette fonction jusqu'en 2012, avant de rejoindre le département de génie industriel et des sciences de gestion, où il a été professeur David et Karen Sachs et président de 2013 à 2017.

## Travaux
Nocedal est spécialisé dans l'optimisation non linéaire, à la fois dans le cadre déterministe et stochastique. La motivation de ses recherches théoriques et algorithmiques actuelles provient d'applications dans la reconnaissance d'images et de la reconnaissance automatique de la parole, de systèmes de recommandation et de moteurs de recherche. Dans le passé, il a également travaillé sur des problèmes d'équilibre avec des applications en robotique, des trafics et des jeux, des applications d'optimisation en finance, ainsi qu'une optimisation sous contrainte d'équations aux dérivées partielles.
Nocedal est bien connu pour ses recherches en optimisation non linéaire, en particulier pour ses travaux sur l'algorithme L-BFGS (en), et son manuel Numerical Optimization.
En 2001, Nocedal a cofondé Ziena Optimization Inc. et développé le progiciel KNITRO. Nocedal était scientifique en chef chez Ziena Optimization Inc. de 2002 à 2012 avant que l'entreprise ne soit ensuite rachetée par Artelys en 2015,.
Depuis 2010 il est rédacteur en chef du SIAM Journal of Optimization.

## Prix et distinctions
Nocedal a remporté de nombreux prix dans les domaines de l'optimisation non linéaire, des mathématiques appliquées et de la recherche opérationnelle. En 1998, il est invité à participer au Congrès international des mathématiciens à Berlin, avec une conférence intitulée « Nonlinear Optimization: The Interplay Between Mathematical Characterizations and Algorithms ». Il a été nommé chercheur hautement citée de l'ISI en 2004. Il a reçu le Prix George-B.-Dantzig de la Mathematical Optimization Society en 2012 , et le prix Charles Broyden en 2009. Il a également été nommé Fellow de la SIAM en 2010. En 2017, il a reçu le prix de théorie John-von-Neumann décerné par l'INFORMS, conjointement avec Donald Goldfarb pour leurs contributions à l'optimisation non linéaire.
Il est lauréat en 2021 du prix Lagrange en optimisation continue, avec Frank E. Curtis et Léon Bottou.

## Publications
- avec Stephen J. Wright Numerical Optimization, Springer Verlag 1999, 2e édition 2006.
- avec D. C. Liu: « On the limited memory BFGS method for large scale optimization », Math. Programming, 45, 1989, 503-528.
- « Updating quasi-Newton matrices with limited storage », Mathematics of Computation, vol 35, 1980, 733-782.
- avec P. L. Byrd, M. E. Hribar: « An interior point algorithm for large-scale nonlinear programming », SIAM J. Optimization, vol 9, 1999, 877-900.
- avec R. H. Byrd, J. C. Gilbert: « A trust region method based on interior point techniques for nonlinear programming », Mathematical Programming, 89, 2000, 129-156.
- avec J. C. Gilbert: « Global convergence properties of conjugate gradient methods for optimization », SIAM J. on Optimization, vol 2, 1992, 21-42.
- avec R. L. Byrd, P. Lu, C. Zhu: « Algorithm 778: L-BFGS-B: Fortran subroutines for large-scale bound-constrained optimization », ACM Transactions on Mathematical Software, 23, 1997, 550-560.